# Midway (condado de Santa Rosa)
Midway es un lugar designado por el censo ubicado en el condado de Santa Rosa en el estado estadounidense de Florida. En el Censo de 2010 tenía una población de 16.115 habitantes y una densidad poblacional de 191,19 personas por km².

## Geografía
Según la Oficina del Censo de los Estados Unidos, Midway tiene una superficie total de 84.29 km², de la cual 31.1 km² corresponden a tierra firme y (63.11%) 53.19 km² es agua.

## Demografía
Según el censo de 2010, había 16.115 personas residiendo en Midway. La densidad de población era de 191,19 hab./km². De los 16.115 habitantes, Midway estaba compuesto por el 91.96% blancos, el 2% eran afroamericanos, el 0.73% eran amerindios, el 1.87% eran asiáticos, el 0.1% eran isleños del Pacífico, el 0.93% eran de otras razas y el 2.41% pertenecían a dos o más razas. Del total de la población el 4.59% eran hispanos o latinos de cualquier raza.